# Milena Müllerová
Milena Müllerová (Babice, 9 giugno 1923 – Praga, 15 dicembre 2009) è stata una ginnasta cecoslovacca, dal 1992 ceca.

## Palmarès

### Olimpiadi
- 1 medaglia:
  - 1 oro (Londra 1948 a squadre)